# Kyselina chromová
Kyselina chromová je jednou z mála kyselin kovů (k těm patří například ještě kyselina manganistá, kyselina osmičelá, kyselina rhenistá, kyselina zlatitá, kyselina zlatná a kyselina wolframová) . Existují dvě kyseliny chromové: kyselina chromová, která má vzorec H2CrO4 a kyselina dichromová, jejíž vzorec je H2Cr2O7.
Jsou to nestálé kyseliny. Chrom je v nich obsažen na oxidačním čísle 6+. Jejich anhydridem je oxid chromový CrO3.
Soli kyseliny chromové se nazývají chromany a dichromany. Chromany mají anion CrO 2-
4  a dichromany anion Cr2O 2-
7 .

## Chromany a dichromany
Chromany mají hlavně žluté zbarvení, dichromany jsou pro změnu oranžové a jsou stálé v kyselém prostředí. Dichroman draselný K2Cr2O7 se používá v analytické chemii. Pro výrobu barev se používá žlutý ultramarín BaCrO4 (chroman barnatý) a chroman olovnatý PbCrO4 nazývaný chromová žluť. Velmi efektním pokusem je
tepelný rozklad dichromanu amonného:
(NH4)2Cr2O7 → N2 + Cr2O3 + 4 H2O